# NTSC

Distribución de los Sistemas de TV en el Mundo.
NTSC
PAL o PAL/SECAM
SECAM
Sin InformaciónUso de NTSC como Norma Oficial en el Mundo (Color Verde).

NTSC llamado así por las siglas de National Television System Committee, (en español Comité Nacional de Sistema de Televisión) es el sistema de televisión analógico que se ha empleado en América del Norte, América Central, la mayor parte de América del Sur y Japón entre otros. Un derivado del NTSC es el sistema PAL que se emplea en Europa y algunos países de Sudamérica como Argentina, Paraguay, Uruguay y Brasil.

## Historia
En julio del año 1940, en Estados Unidos, la Radio Manufacturers Association (RMA, sigla de la Asociación de Fabricantes de Radio) estableció un Comité de Sistema de Televisión Nacional (NTSC)  presidido por el ingeniero electricista Walter Ransom Gail Baker (1892-1960), quien era gerente de la división de radio y televisión de General Electric. Después de varias horas de trabajo técnico realizado por este comité, la Comisión Federal de Comunicaciones (FCC, por sus siglas en idioma inglés) realizó audiencias públicas que se iniciaron el 20 de marzo de 1941, en las que encontró que los estándares que propuso el comité habían sido aprobados virtualmente por unanimidad por los fabricantes. El comité NTSC seleccionó 525 líneas de barrido como un compromiso entre el estándar de RCA de 441 líneas de barrido, que ya estaba siendo utilizado por la red de televisión NBC de RCA, y los deseos de los fabricantes Philco y DuMont de aumentar ese número a un número entre 605 y 800 líneas. La norma recomendó una tasa de emisión de 30 imágenes por segundo, consistiendo cada una de ellas de dos campos entrelazados por cuadro a 262,5 líneas por campo y 60 campos por segundo. Otras normas en las recomendaciones finales fueron la de mantener una relación de aspecto de 4:3, y la de modular en frecuencia la portadora del audio, lo que era bastante reciente en ese momento. En su reporte de fecha 3 de mayo de 1941, la FCC aceptó las recomendaciones del comité y aprobó las emisiones comerciales de televisión, bajo los estándares de NTSC, el 1 de julio de 1941.
En enero de 1950, el Comité se reconstituyó para estandarizar la televisión en color. Nueve meses después, la FCC había aprobado rápidamente un estándar que fue desarrollado por CBS. Sin embargo, esta norma era incompatible con las transmisiones y los receptores en blanco y negro de entonces. En el sistema de CBS se utilizaba una rueda de color giratoria, se reducía el número de líneas de barrido de 525 a 405, y se aumentaba la frecuencia de campo desde 60 hasta 144 Hz, pero tenía una velocidad efectiva de fotogramas de solo 24 cuadros por segundo. Las acciones legales tomadas por su rival, RCA mantuvieron el uso comercial del sistema fuera del aire hasta junio de 1951, y sus emisiones regulares solo duraron unos pocos meses, antes de que la fabricación de todos los televisores en color fuera prohibida por la Oficina de Movilización de Defensa (ODM), en octubre, aparentemente debido a la Guerra de Corea.
Durante el año 1951, ingenieros de RCA y General Electric hicieron solicitudes de patentes para sistemas de control del color en lo que sería el futuro estándar NTSC, como los estadounidenses Eugene Orville Keizer, Robert Dome, Loren R. Kirkwood, Alton J. Torre y Richard W. Sonnenfeldt. Kirkwood y Torre propusieron en su solicitud de patente la frecuencia de 3,89 MHz para la frecuencia de la señal de salva de color para la sincronización de las señales de color, usando el circuito de modulador de cuadratura que apareció en la edición de noviembre de 1949 de la publicación "Electronics" de la editorial McGraw-Hill.
CBS rescindió su sistema en marzo de 1953 y la FCC lo reemplazó el 17 de diciembre de 1953 con el estándar NTSC de color, el cual había sido desarrollado en cooperación entre varias empresas, incluyendo RCA y Philco.
En diciembre de 1953, se aprobó por unanimidad lo que ahora se conoce como el estándar de televisión color NTSC, posteriormente definido como RS-170A. El estándar "color compatible" mantenía completa retrocompatibilidad con los aparatos de televisión blanco y negro existentes.
La información de color fue añadida a la imagen en blanco y negro mediante la adición de una subportadora de color de 4,5 × 455/572 = 315/88 MHz=3,579545455 (aproximadamente 3,58 MHz) a la señal de vídeo. Para reducir la visibilidad de la interferencia entre la señal de crominancia y la portadora de sonido en frecuencia modulada, se requirió una ligera reducción de la velocidad de 30 a aproximadamente 29,97 fotogramas por segundo y el cambio de la frecuencia de línea de 15 750 Hz a aproximadamente 15 734,26 Hz.
La primera emisión pública de un programa usando el sistema "color compatible" NTSC, fue un episodio del programa infantil de NBC Kukla, Fran and Ollie emitido el 30 de agosto de 1953, a pesar de que se pudo ver en color solo en la sede de la emisora. La primera emisión visible a nivel nacional de NTSC en color fue realizada el 1 de enero de 1954 con la emisión de costa a costa del Desfile de las rosas, y que pudo verse en los receptores de color prototipo en presentaciones especiales en todo el país.
La primera cámara de televisión para la norma NTSC de color fue la RCA TK-40, utilizada para las transmisiones experimentales en 1953 y una versión mejorada, la TK-40A, introducida en marzo de 1954, que fue la primera cámara de televisión en color disponible en el mercado. Más tarde en ese año, la cámara mejorada TK-41 se convirtió en el estándar de cámara utilizada en gran parte de la década de 1960, en Estados Unidos.
El estándar NTSC ha sido adoptado por otros países, la mayoría de las Américas y Japón. Con el advenimiento de la televisión digital, las emisiones analógicas se están eliminando en Estados Unidos, mientras que en otros países este cambio tomará cierto tiempo. La FCC ordenó que la mayoría de las emisoras NTSC de EE. UU. apagaran sus transmisores analógicos en 2009. Las estaciones de baja potencia, las estaciones Clase A y las estaciones de retransmisión fueron afectadas de inmediato. Finalmente, la FCC estableció que el 1 de septiembre de 2015 terminarían todos los servicios de televisión analógicos de Estados Unidos, incluidos los de las estaciones de baja potencia por lo que los usuarios de ese país, debieron adquirir equipos decodificadores para sus televisores tradicionales o nuevos equipos con sintonizador digital.

## Detalles técnicos

### Frecuencia de línea y de actualización
La codificación de color del Sistema NTSC se utiliza con la Norma de televisión M, que consiste en 29,97 cuadros de vídeo por segundo con exploración entrelazada. Cada trama o cuadro se compone de dos campos, cada uno de los cuales consta de 262,5 líneas de exploración, para un total de 525 líneas de exploración, de las cuales 480 componen el cuadro visible. El resto, durante el intervalo de borrado vertical, se utiliza para la sincronización y el retorno vertical. Este intervalo fue diseñado originalmente para dejar en blanco el CRT de los primeros receptores de televisión. Sin embargo, algunas de estas líneas puede ahora contener otros datos tales como subtítulos y código de tiempo de intervalo vertical (VITC). En la trama completa se dibujan (sin tener en cuenta las medias líneas debidas al entrelazado) las líneas de exploración pares (desde la 2 hasta la 524) en el primer campo y las impares (desde la 1 hasta la 525) se dibujan en el segundo campo, para proporcionar un imagen libre de parpadeo a una frecuencia de actualización de aproximadamente 59,94 Hz (en realidad, 60 Hz). A modo de comparación, los sistemas 576i tales como los PAL-B/G/N y SECAM utilizan 625 líneas, de las cuales 576 son visibles, y así proporcionan una mayor resolución vertical, pero una resolución temporal menor de 25 cuadros o 50 campos por segundo. 
La frecuencia de refresco o actualización vertical NTSC en el sistema de TV de blanco y negro originalmente se adaptaba exactamente a la frecuencia nominal de 60 Hz de corriente alterna utilizada en los Estados Unidos. La adaptación de la tasa de actualización de campo a la frecuencia de la energía eléctrica evitó la intermodulación (o batido) que produce barras rodantes en la pantalla. Cuando se añadió el color a la televisión, la frecuencia de actualización se redujo ligeramente a 59,94 Hz para eliminar patrones de puntos estacionarios entre la diferencia de frecuencia entre las portadoras de sonido y color. La sincronización de las dos frecuencias, por cierto, ayudó a las cámaras de kinescopio a grabar las primeras emisiones de televisión en directo, ya que era muy sencillo sincronizar una cámara de cine para capturar un fotograma de vídeo en cada fotograma de la película mediante el uso de la frecuencia de la corriente alterna para ajustar la velocidad del motor sincrónico de corriente alterna de la cámara. Por el tiempo en que la velocidad de fotogramas cambió a 29,97 cuadros por segundo para los sistemas en color, fue más fácil para disparar el obturador de la cámara a partir de la propia señal de vídeo.
La cifra de 525 líneas fue elegida como consecuencia de las limitaciones de la utilización del espectro. Una señal de video de 525 líneas y 30 cuadros por segundo, necesita un ancho de banda de 6 MHz. En los primeros sistemas de TV prácticos, un oscilador principal controlado por tensión, se hacía funcionar a dos veces la frecuencia de línea horizontal, y esta frecuencia se dividía por el número de líneas usadas (en este caso 525) para obtener la frecuencia de campo (60 Hz). Esta frecuencia entonces se comparaba con la frecuencia de la línea eléctrica de 60 Hz y cualquier discrepancia era corregida ajustando la frecuencia del oscilador principal. Para la exploración entrelazada, se requiere un número impar de líneas por cuadro con el fin de hacer que la distancia de retorno vertical sea idéntica para los campos pares e impares, lo que significaba que la frecuencia del oscilador maestro tuvo que ser dividida por un número impar. En ese entonces, el único método práctico de división de la frecuencia fue el uso de una cadena multivibradores de tubos al vacío. La relación total de división es el producto de las relaciones de división de toda la cadena. Dado que todos los factores primos de un número impar son también impares, se deduce que todas las divisiones de la cadena también tuvieron que dividir por números impares, y éstos tenían que ser relativamente pequeños, pues por el filtrado armónico se pierde rendimiento. La secuencia de práctica más cercana a 500 que cumplía con estos criterios fue la de 3 × 5 × 5 × 7 = 525. Por la misma razón, en las normas de 625 líneas europeos, Norma CCIR (625 líneas 25 cuadros por segundo) se utiliza 5 × 5 × 5 × 5; en la antigua norma británica de 405 líneas la secuencia era 3 × 3 × 3 × 3 × 5 y en la norma francesa de 819 de líneas, se empleaba la relación 3 × 3 × 7 × 13. Las Normas EIA de 525/30 utilizaba un ancho de banda de 6 MHz, la CCIR 625/25 ocupaba 7 u 8 MHz de ancho de banda (dependiendo de la norma de cada país), mientras que la norma francesa 819/25 ocupaba 10 MHz.

### Colorimetría
La especificación original de color según el NTSC en 1953 define el sistema de valores colorimétricos como se indica a continuación:
| Colorimetría Original NTSC (1953)        | Espacio de color CIE 1931 x | Espacio de color CIE 1931 y |
| ---------------------------------------- | --------------------------- | --------------------------- |
| Rojo primario                            | 0,67                        | 0,33                        |
| Verde primario                           | 0,21                        | 0,71                        |
| Azul primario                            | 0,14                        | 0,08                        |
| Punto blanco (CIE Iluminante Estándar C) | 0,31                        | 0,316                       |

Los primeros receptores de televisión en color, tales como el CT-100 de RCA, fueron fieles a esta especificación, con una gama más amplia que la mayoría de los monitores de hoy. El fósforo usado era, sin embargo, de baja eficiencia, oscuro y de larga persistencia, dejando rastros detrás de los objetos que se movían en la pantalla. A partir del final de la década de 1950, los fósforos del tubo de imagen sacrificarían saturación por mayor brillo; esta desviación de la norma tanto en los extremos del receptor y la emisora era la fuente de una considerable variación de color.

#### Especificación SMPTE C
Para asegurar la reproducción de color más uniforme, los receptores comenzaron a incorporar circuitos de corrección de color que convertían la señal recibida, codificada según los valores colorimétricos mencionados anteriormente, en señales codificadas de los fósforos usados realmente en el receptor. Ya que la corrección de color no puede ser realizada con precisión sobre las señales no lineales (gamma-corregidas) transmitidas, el ajuste solo puede ser aproximado, introduciendo errores de matiz y luminancia, así como errores para colores muy saturados.
Del mismo modo, para la etapa de difusión, entre 1968 y 1969 la Corporación Conrac, en colaboración con RCA, definió un conjunto de fósforos controlados para su uso en la difusión de imágenes en color de monitores de vídeo. Esta especificación se mantiene hoy como las especificaciones de fósforo SMPTE "C":
| Colorimetría SMPTE "C" | Espacio de color CIE 1931 x | Espacio de color CIE 1931 y |
| ---------------------- | --------------------------- | --------------------------- |
| Rojo                   | 0,630                       | 0,340                       |
| Verde                  | 0,310                       | 0,595                       |
| Azul                   | 0,155                       | 0,070                       |
| Blanco                 | 0,3127                      | 0,3290                      |

Al igual que con los receptores de uso residencial, se recomendó además que los monitores de estudio similares incorporaran circuitos de corrección de color para que las empresas televisoras transmitieran imágenes codificadas para los valores colorimétricos originales de 1953, de acuerdo con las normas de la FCC.
En 1987, Grupo de Trabajo sobre Colorimetría de monitores de estudio del Comité de Tecnología de Televisión de la SMPTE, adoptó la especificación SMPTE-C (Conrac) para uso general en la Práctica Recomendada 145, lo que llevó a muchos fabricantes a modificar sus diseños de cámara para codificar directamente en colorimetría SMPTE "C" sin corrección de color. tal como fue aprobado en el estándar SMPTE 170M titulado "Composite Analog Video Signal — NTSC for Studio Applications" (Señal de Video Analógica Compuesta NTSC para aplicaciones de estudio) publicado en 1994. Como consecuencia de ello, la norma de televisión digital estadounidense ATSC establece que para señales 480i, la colorimetría SMPTE "C" se debe asumir a menos que se incluyan datos colorimétricos en el flujo de transporte.
La versión japonesa de NTSC usa los mismos valores colorimétricos para rojo, azul y verde, pero emplea un punto blanco diferente de CIE Illuminant D93 (x=0,285, y=0,293). Tanto los sistemas PAL como SECAM usaron la colorimetría original NTSC de 1953, hasta 1970; sin embargo, a diferencia de NTSC, la European Broadcasting Union (EBU) evitó la corrección de color en receptores y monitores de estudio ese año y en su lugar, explícitamente llamó a que todo el equipamiento codificara directamente las señales para los valores colorimétricos "EBU", mejorando aún más la fidelidad de color de esos sistemas.

### Codificación de color
Para mantener la compatibilidad con la televisión en blanco y negro, el estándar en color de NTSC utiliza un sistema de codificación luminancia-crominancia inventado en 1938 por el ingeniero francés Georges Valensi. La luminancia (derivada matemáticamente a partir de la señal de color compuesta) representa la señal básica de televisión monocromática. Las señales de diferencia de color o crominancia llevan la información del color. Esto permite que los receptores monocromáticos muestren señales de emisoras en color NTSC, simplemente mediante el filtrado de las señales de crominancia. Si estas no son filtradas, la imagen estaría cubierta de puntos, como resultado de que las señales de color se interpretan como luminancia. Todos los televisores de blanco y negro fabricados y vendidos en los EE. UU. después de la introducción de la televisión en color en 1953 fueron diseñados para filtrar las señales de color.
En NTSC, las señales de crominancia modulan por amplitud en cuadratura a dos señales portadoras de frecuencia de 3,579545 MHz derivadas a partir de un oscilador maestro que son desfasadas en 90 grados y que son conocidas como las señales I (in phase, en fase) y Q (in quadrature, en cuadratura). Estas dos señales son sumadas a la salida del modulador y la portadora queda suprimida. Matemáticamente, el resultado puede ser visto como una sola onda sinusoidal con diversos desfases con relación a una referencia y con amplitud variable. La fase representa el tono o matiz de color instantáneo capturado por una cámara de televisión, y la amplitud representa la saturación de color instantánea.
Para que un televisor recupere la información de matiz a partir de las señales I y Q, debe tener una referencia de fase cero para reemplazar la portadora suprimida. También necesita una referencia para la amplitud para recuperar la información de saturación. Por lo tanto, la señal NTSC incluye una pequeña muestra de esta señal de referencia, conocida como salva o ráfaga de color, la cual se encuentra en el llamado pórtico trasero de cada línea horizontal, que es el tiempo entre el final del impulso de sincronización horizontal y el final de la supresión de impulsos. La salva de color consiste en un mínimo de ocho ciclos de la subportadora de color no modulada, con fase y amplitud fijas. El receptor tiene un oscilador local, el cual se sincroniza con las ráfagas de color y que se utiliza como una referencia para la decodificación de la crominancia. Mediante la comparación de la señal de referencia derivada de la ráfaga de color con la amplitud y la fase de la señal de crominancia en un punto particular en la exploración de trama, el dispositivo determina el color a mostrar en ese punto. Al combinar este con la amplitud de la señal de luminancia, el receptor calcula la saturación del color en la posición instantánea del haz de exploración continua. Se debe tener en cuenta que la televisión analógica es discreta en la dimensión vertical (porque está dividida en líneas distintas), pero es continua en la dimensión horizontal (cada punto se mezcla con el siguiente sin límites), por lo tanto, no hay píxeles en la televisión analógica. En televisores con tubo de rayos catódicos o CRT, la señal NTSC se convierte en RGB, que luego se utiliza para controlar los cañones de electrones de dicho tubo.
Cuando un transmisor de televisión emite una señal NTSC, se modula en amplitud una portadora de radiofrecuencia con la señal de video como se acaba de describir, mientras que la señal de audio modula en frecuencia una portadora con una frecuencia 4,5 MHz más alta que la portadora de video. Si la distorsión no lineal pasa a la señal de emisión, la subportadora de color de 3,579545 MHz puede hacer un "batido" con la portadora de sonido para producir un patrón de puntos en la pantalla. Para hacer que el patrón resulte menos notable, los diseñadores ajustan la frecuencia de campo original de 60 Hz hacia abajo por un factor de 0,1 %, a aproximadamente a 59,94 campos por segundo. Este ajuste garantiza que las sumas y diferencias de la portadora de sonido y la subportadora de color y sus múltiplos (es decir los productos de intermodulación productos de las dos portadoras) no sean múltiplos exactos de la velocidad de imágenes, que es la condición necesaria para que la puntos permanezcan estacionarios en la pantalla, haciéndolos menos notorios.
Los diseñadores eligieron hacer que la frecuencia de la subportadora de crominancia fuera un múltiplo "n+0,5" de la frecuencia de línea para minimizar la interferencia entre la señal de luminancia y las señales de crominancia. Otra manera de expresar esto es que la frecuencia subportadora de color es un múltiplo impar de la mitad de la frecuencia de línea. Luego, optaron por hacer la frecuencia de la subportadora de audio un múltiplo entero de la frecuencia de línea para minimizar la interferencia visible (intermodulación) entre el audio de la señal y las señales de crominancia. El estándar monocromático original, con su frecuencia de línea 15 750 Hz y 4,5 MHz de subportadora de audio, no cumple con estos requisitos, por lo que los diseñadores tenían ya sea que aumentar la frecuencia de la subportadora de audio o bajar la frecuencia de línea. El aumento de la frecuencia de la subportadora de audio impediría que los receptores existentes entonces (de blanco y negro) sintonizaran correctamente la señal de audio. La reducción de la frecuencia de línea es relativamente inocua, porque la información de sincronización horizontal y vertical en la señal de NTSC permite a un receptor tolerar una cantidad sustancial de variación en la frecuencia de línea. Así que los ingenieros del comité NTSC optaron por un cambio en la frecuencia de línea en la norma de color. En el estándar monocromático, la relación de la frecuencia de la subportadora de audio a la frecuencia de línea es de 4,5 MHz/15 750 kHz ≈ 285,71. En la norma de color, esta se redondea al entero 286, lo que significa que la velocidad de línea del color estándar es de 4,5 MHz/286 = 15 734 líneas por segundo. Manteniendo el mismo número de líneas por campo y por cuadro, disminuir la velocidad de la línea inferior debe producir una menor velocidad de campo. Dividiendo 15 734 líneas por segundo por 262,5 líneas por campo se obtiene aproximadamente 59,94 campos por segundo. Esto explica la disminución ligera de la frecuencia de campo con respecto a la norma monocromática.

### Esquema de modulación de transmisión

Distribución en el espectro de un canal de televisión en el Sistema M, con color en norma NTSC.

Un canal de televisión NTSC ocupa un ancho de banda total de 6 MHz. La señal de vídeo, la cual es modulada en amplitud, se transmite entre 500 kHz y 5,45 MHz por encima del límite inferior del canal. La portadora de video está a 1,25 MHz por encima del límite inferior del canal. Al igual que en la mayoría de las señales de AM, la portadora de video genera dos bandas laterales, una encima de la portadora y otra por debajo. Cada una de las bandas laterales tiene un ancho de 4,2 MHz. Toda la banda lateral superior se transmite, pero se transmite solo 1,25 MHz de la banda lateral inferior, conocida como banda lateral vestigial. La subportadora de color está 3,579545 MHz por encima de la portadora de video, y es modulada por amplitud en cuadratura por las señales de crominancia o diferencia de color, con portadora suprimida. La señal de audio es modulada en frecuencia, pero con una desviación máxima de frecuencia de ±25 kHz. La portadora de audio está a 4,5 MHz por encima de la portadora de video, por lo que está a 250 kHz por debajo de la parte superior del canal. A veces, un canal puede contener una señal de sonido televisivo multicanal, que ofrece más de una señal de audio mediante la adición de una o dos subportadoras de la señal de audio, cada una sincronizadas a un múltiplo de la frecuencia de línea. Este suele ser el caso cuando se utilizan señales de audio estéreo o un segundo programa de audio. Extensiones parecidas se utilizan en la norma estadounidense de televisión digital ATSC, en la cual la portadora digital se transmite a 1,31 MHz por encima del límite inferior del canal.

## Comparación en calidad

Barra de colores SMPTE, un ejemplo de un patrón de prueba.

Los problemas de recepción podían degradar una imagen NTSC cambiando la fase de la señal de color (realmente es una distorsión de fase diferencial), por lo que el balance de color de la imagen se veía alterado a menos que en el receptor se realizara una compensación. La electrónica de los tubos de vacío utilizados en los televisores a través de la década de 1960 dio lugar a diversos problemas técnicos. Entre otras cosas, la fase de la ráfaga de color a menudo varía cuando se cambia de canales, por lo que los televisores NTSC estaban equipados con un control de matiz. Aunque todavía se encuentra dicho control en los receptores NTSC, la deriva de color generalmente dejó de ser un problema una vez que la electrónica de estado sólido se adoptó en la década de 1960.  El control de tinte o de tono de color permite que cualquier persona experta pueda calibrar fácilmente un monitor mediante las barras de color SMPTE, incluso con un receptor que se ha desviado en su representación de color, permitiendo que se muestren los colores apropiados. En cambio, en los antiguos televisores para el sistema de codificación de color PAL no había un control de matiz disponible para el usuario (ya que se había establecido en la fábrica), lo que contribuyó a su buena reputación en la reproducción de los colores.
El uso de señales separadas de luminancia y crominancia como se hace en el sistema S-Video mejora la reproducción del color, dado que no es necesario utilizar filtros para separar la luminancia de la crominancia. Cuando se utiliza S-Video no puede hablarse de NTSC, pues no se trata de una señal de video compuesto. En 1987, se introdujo un enchufe DIN de 4 pines estandarizado para la entrada de S-video con la presentación de los reproductores de S-VHS, que fueron el primer dispositivo de producción en utilizar los enchufes de 4 pines. Sin embargo, los sistemas S-VHS nunca llegaron a ser muy populares. 
Normalmente solo se encontraba S-Video en reproductores de vídeo de gama alta (laserdisc). En la década de 1990 comenzaron a presentar salida de S-Video dispositivos más baratos como reproductores DVD y consolas de videojuegos Esto proporciona conexiones separadas para la luminancia y las señales de diferencia de color. Por lo tanto, el reproductor produce vídeo de calidad casi RGB. También permite grabar vídeo de barrido progresivo de 480 píxeles, debido al mayor ancho de banda ofrecido. La falta de coincidencia entre la velocidad de 30 cuadros/segundo de NTSC por segundo y los 24 cuadros/segundo del cine es superada por un proceso que aprovecha la velocidad de campo de la señal NTSC entrelazada, evitando así el aumento de velocidad de reproducción de película utilizada para los sistemas 576i a 25 fotogramas por segundo.

## Variantes del Sistema NTSC

### NTSC-M
La codificación de color NTSC se utiliza siempre con el Sistema de difusión M, conociéndose técnicamente como NTSC-M. También es usada en la versión para Argentina y Brasil de la codificación de colores PAL, especialmente para la televisión por cable y satélite.

### NTSC-N
NTSC-N es un sistema que combina video de 625 líneas con color NTSC de 3,58 MHz. El software PAL que se ejecuta en una pantalla NTSC Atari ST que utiliza este sistema, ya que no puede mostrar el color PAL. Los televisores y monitores con una perilla V-Hold pueden mostrar este sistema después de ajustar la retención vertical. Las señales PAL-N son genéricamente idénticas a las señales NTSC norteamericanas, excepto por la codificación de la portadora de color. Ambos sistemas se basan en el estándar monocromo N, por lo tanto, PAL-N se mostrará en monocromo con sonido en un equipo NTSC y viceversa. En Argentina, Uruguay y Paraguay se utiliza para la televisión por suscripción.

### NTSC-J
En la variante japonesa, denominada NTSC-J, el nivel de señal para negro y el nivel de supresión de la señal son idénticos (tienen el nivel de 0 IRE), mientras que en el sistema NTSC americano, el nivel para negro es levemente más alto (7,5 IRE) que el nivel de supresión. Puesto que la diferencia es muy pequeña, un leve ajuste del brillo es todo lo que se requiere ver señales a color de esta variante en un receptor NTSC americano e incluso muchos de los espectadores no ven la necesidad de ajustar el brillo. La codificación de canal en NTSC-J difiere ligeramente de NTSC-M. En particular, la banda VHF japonesa va de los canales del 1 al 12, que se encuentran en las frecuencias directamente por encima de la banda de radio FM japonesa de 76-90 MHz, mientras que la banda de televisión de VHF norteamericana utiliza los canales 2 al 13 (54-72 MHz, 76-88 MHz y 174-216 MHz) con 88-108 MHz asignados a la radiodifusión FM. Por lo tanto, canales de UHF de Japón se numeran desde el canal 13 y no de 14 en adelante, como en la norma estadounidense.

### NTSC 4,43
NTSC 4,43 es un pesado sistema de color, utilizado en Europa, que transmite la codificación de NTSC, de 525 líneas y 29,97 imágenes por segundo, en una subportadora de color de 4,43 MHz. La salida resultante es solamente visible en equipos de TV multinorma para el mercado europeo. Aprovechaba que los filtros separadores de luminancia y croma estaban sintonizados para 4,43 MHz.
Si bien el sistema de NTSC 4,43 no es un formato de difusión, aparecía normalmente como función adicional de los videograbadores para norma PAL, comenzando con el formato U-Matic 3/4" de Sony, luego los Betamax y los VHS vendidos en Europa y países que hubieran adoptado PAL en su versión europea. Dado que el cine estadounidense se difundió en la mayoría de los casetes de video de todo el mundo, y como no todos los lanzamientos en ese formato estaban disponibles en formato PAL, era muy deseable tener la posibilidad de leer casetes grabados en NTSC. 
Los monitores de vídeo multinorma ya estaban en uso en Europa para dar cabida a las fuentes de emisión en los formatos de vídeo PAL, SECAM y NTSC. El proceso heterodino de U-Matic, Betamax y VHS para las señales de color se prestaba a una modificación menor de los reproductores de vídeo para adaptarse a los casetes en formato NTSC. El proceso de color para VHS utiliza una subportadora de 629 kHz, mientras que U-Matic y Betamax utilizan una subportadora 688 kHz para llevar una señal de croma modulada en amplitud para los formatos NTSC y PAL. Dado que los reproductores de video estaban listos para reproducir la parte de color de la grabación NTSC utilizando el modo de color PAL, las velocidades del escáner PAL y del cabrestante tenían que ajustarse desde el valor de 50 Hz de frecuencia de campo PAL a los 59,94 Hz de la frecuencia de campo de NTSC, y a una velocidad de la cinta más rápida. Los cambios en el videograbador PAL son menores gracias a los formatos de grabación de videocasete existentes. La salida de la grabadora de vídeo durante la reproducción de un casete de NTSC en el modo NTSC 4,43 es 525 líneas y 29,97 fotogramas por segundo con señales de color moduladas en 4,43.

## Variantes del Sistema PAL
El sistema PAL original es PAL-B. Fue desarrollado en Alemania por el Dr. Walter Bruch de la empresa Telefunken. Básicamente utiliza los mismos principios del sistema NTSC, pero con la diferencia de que la señal de diferencia de color R-Y invierte la fase 180° entre una línea y la siguiente. Dicha inversión, permite detectar los cambios de fase de los vectores de color y además permite utilizar modulación de la subportadora de color en Banda Lateral Vestigial con portadora suprimida y con el mismo ancho de banda para cada señal diferencia de color (lo cual resulta imposible en el sistema NTSC, que recurre al ancho de banda diferencial entre las señales I y Q).

### PAL-M
El sistema brasileño PAL-M, introducido el 19 de febrero de 1972, es un rediseño de la norma PAL europea que utiliza el mismo ancho de banda de difusión, tasa de cuadros y número de líneas y el mismo ancho de banda de transmisión y barrido horizontal que el sistema de difusión M de EE. UU. (EIA). Antes de la introducción de la TV color, en Brasil se transmitía con dicho sistema de difusión. La adopción del sistema PAL en norma M, fue un intento de la industria para poder fabricar localmente todo el equipamiento necesario. Esta estrategia falló, y los equipos importados en PAL-M resultaban de costo mayor, ya que solo se producían para Brasil dando una baja escala de fabricación. Entonces las televisoras brasileñas, decidieron producir sus programas con equipamiento NTSC y transmitir en PAL-M mediante la transcodificación. La frecuencia de la subportadora de color en PAL-M es de 3,57561125 MHz.

### PAL-N
Esta variante de la norma PAL fue creada en Argentina, mediante la Resolución N.º  100  ME/76 que determinó la creación de una comisión de estudio para una norma local de color. Esta comisión recomendó usar la norma PAL bajo el sistema de difusión N que también usaron Paraguay y Uruguay. En estos países, las televisoras producen sus programas utilizando equipamiento PAL bajo el sistema de difusión B (PAL-B) y luego, mediante la utilización de un transcodificador pasan de PAL-B a PAL-N. Estos transcodificadores diseñados por Walter Bruch en 1978, utilizan filtros para separar las señales de luminancia y crominancia, permitiendo el máximo aprovechamiento de la resolución de la luminancia original. Experimentos de la época demostraron que se obtenía mejor calidad de imagen por este método que generando directamente la señal en PAL-N. Durante el lanzamiento de Telefe Internacional en 1998 y El Día del Milenio en Canal 13 (Argentina) en 1999, las emisoras decidieron producir sus programas con equipamiento NTSC y transmitir en PAL-N mediante la transcodificación. La frecuencia de la subportadora de color en PAL-N es de 3,582056 MHz

## Inconvenientes del sistema NTSC en sus orígenes
Los problemas de transmisión e interferencia tienden a degradar la calidad de imagen del sistema NTSC alterando la fase de la señal del color, por lo que en algunas ocasiones el cuadro pierde su equilibrio del color en el momento de ser recibido. Para corregir esto, hubo que agregarle un control más a este sistema: el de tinte, que no era necesario en PAL ni SECAM. Esto se debía a la falta de estabilidad de los componentes utilizados en la década de 1950. Por eso, en broma, se le solía denominar «NTSC: Never The Same Color», en castellano «NTSC: nunca el mismo color». Posteriormente, este problema ha sido corregido con circuitos de estado sólido e integrados. 
Dadas sus características ofrece una resolución de color de 525 líneas, mientras que los sistemas PAL y SECAM ofrecen 625/2 pues la crominancia se promedia cada dos líneas. La conversión de los formatos cinematográficos en la norma M de 29,97 cuadros/segundo requiere un proceso adicional conocido como «3:2 pull down». 

## Compatibilidad sistemas B/N y color
Cuando aparecieron los sistemas de transmisión de señal de televisión en color el sistema de blanco y negro ya estaba muy extendido y por lo tanto, era necesario que el sistema de transmisión en color fuera compatible con los receptores existentes.
Los sistemas de transmisión B/N se basan en la captación por parte de la cámara de una señal de luminancia. En cambio en los sistemas de transmisión de televisión en color es necesario especificar el color de un elemento de imagen mediante la descomposición de los tres colores primarios rojo (R), verde (G) y azul (B).
El sistema elegido para transmitir la señal fue la combinación de la luminancia (Y), y dos señales diferencia de color R-Y, B-Y. Se escogieron estas dos señales diferencia porque consiguen una mayor protección frente a las interferencias y el ruido.
Este sistema cumple las condiciones básicas de compatibilidad entre sistemas:
- Los receptores B/N podían reproducir la señal emitida con información de color, pero en B/N.
- Los receptores en color podían reproducir en B/N la señal de estaciones que aún emitieran señales monocromáticos.

Relación experimental que se adopta para relacionar los componentes: Y(R,G,B)=0’229*R+0’587*G+0’114*B.
Esta relación permite obtener en recepción la conversión directa de los tres componentes Y, R-Y, B-Y hacia los necesarios para la reproducción R, G, B.

## Especificaciones técnicas
- Relación de aspecto: 4/3
- Número de líneas: 525
- Número de líneas activas: 480
- Frecuencia de cuadro: 30 Hz
- Frecuencia de campo (imagen): 60 Hz (59,94 en la versión en color)
- Frecuencia de la subportadora de color: 3,579545 MHz
- Frecuencia de la portadora del sonido: 4,5 MHz
- Período de línea: 64 microsegundos
- Período de línea activa: 52 microsegundos
- Duración del sincronismo horizontal: 4,7 microsegundos
- Duración del borrado de línea: 12 microsegundos
- Factor de corrección gamma: 2,8
- Ancho de banda señal de vídeo: 4,2 MHz
- Ancho de banda de las señales de crominancia (I y Q): 1,5 MHz y 0,5 MHz

## Uso por países

### Asia
- Birmania
- Corea del Sur
- Filipinas
- Japón
- Taiwán

### América

#### América del Norte
- Bermudas
- Canadá
- Estados Unidos
- México

#### Centroamérica
| - Belice - Costa Rica - El Salvador - Guatemala | - Honduras - Nicaragua - Panamá |

#### Sudamérica
| - Bolivia - Chile - Colombia - Ecuador - Guyana | - Perú - Surinam - Venezuela |

#### Islas del Caribe
| - Antigua y Barbuda - Aruba - Bahamas - Barbados - Caribe Neerlandés | - Cuba - Curazao - Dominica - Isla de San Martín - Islas Caimán - Islas Vírgenes Británicas - Islas Vírgenes Estadounidenses - Granada | - Haití - Jamaica - Montserrat - Puerto Rico - República Dominicana - San Cristóbal y Nieves | - Santa Lucía - San Vicente y las Granadinas - Trinidad y Tobago |

### Países y territorios que han dejado de usar NTSC
Los siguientes países y regiones ya no usan NTSC para transmisiones terrestres y están en proceso de conversión de NTSC (cable) a DVB-T, ATSC o ISDB-T.
| País               | Cambiado a | Conmutación completada |
| ------------------ | ---------- | --- |
| El Salvador        | ISDB-T     | 2022 |
| Ecuador            | ISDB-T     | Marzo de 2026 |
| Costa Rica         | ISDB-T     | Enero de 2023 |
| Chile              | ISDB-T     | 15 de abril de 2024 |
| Perú               | ISDB-T     | 2028 |
| Bermudas           | DVB-T      | Marzo de 2016 |
| Canadá             | ATSC       | 31 de agosto de 2011 (mercados seleccionados) |
| Japón              | ISDB-T     | 31 de marzo de 2012 |
| Corea del Sur      | ATSC       | 31 de diciembre de 2012 |
| México             | ATSC       | 31 de diciembre de 2015 (Estaciones de alta potencia)                                                                                            |
| República de China | DVB-T      | 30 de junio de 2012 |
| Estados Unidos     | ATSC       | 12 de junio de 2009 (Estaciones de alta potencia) 1 de septiembre de 2015 (Estaciones Clase A) 13 de julio de 2021 (Estaciones de Baja Potencia) |
| Bahamas            | ATSC       | 31 de diciembre de 2024 |
| Barbados           | ATSC       | 4 de diciembre de 2024 |
| Dominica           | ATSC       | 1 de enero de 2025 |
| Granada            | ATSC       | 31 de diciembre de 2023 |
| Haití              | ATSC       | 31 de diciembre de 2024 |
| Jamaica            | ATSC       | 28 de octubre de 2023 |
| Trinidad y Tobago  | ATSC       | 1 de enero de 2025 |
| Santa Lucía        | ATSC       | 5 de marzo de 2024 |